# Paromomycine
La paromomycine est un antibiotique aminoside. Comme les autres aminosides, elle est très peu résorbée par voie orale. Elle est trop toxique pour un usage systémique.

## Indications
- Décontamination intestinale.
- Infections symptomatiques à Giardia ou par des amibes.

Elle fait partie de la liste des médicaments essentiels de l'Organisation mondiale de la santé (liste mise à jour en avril 2013).